# Bavière (armure)

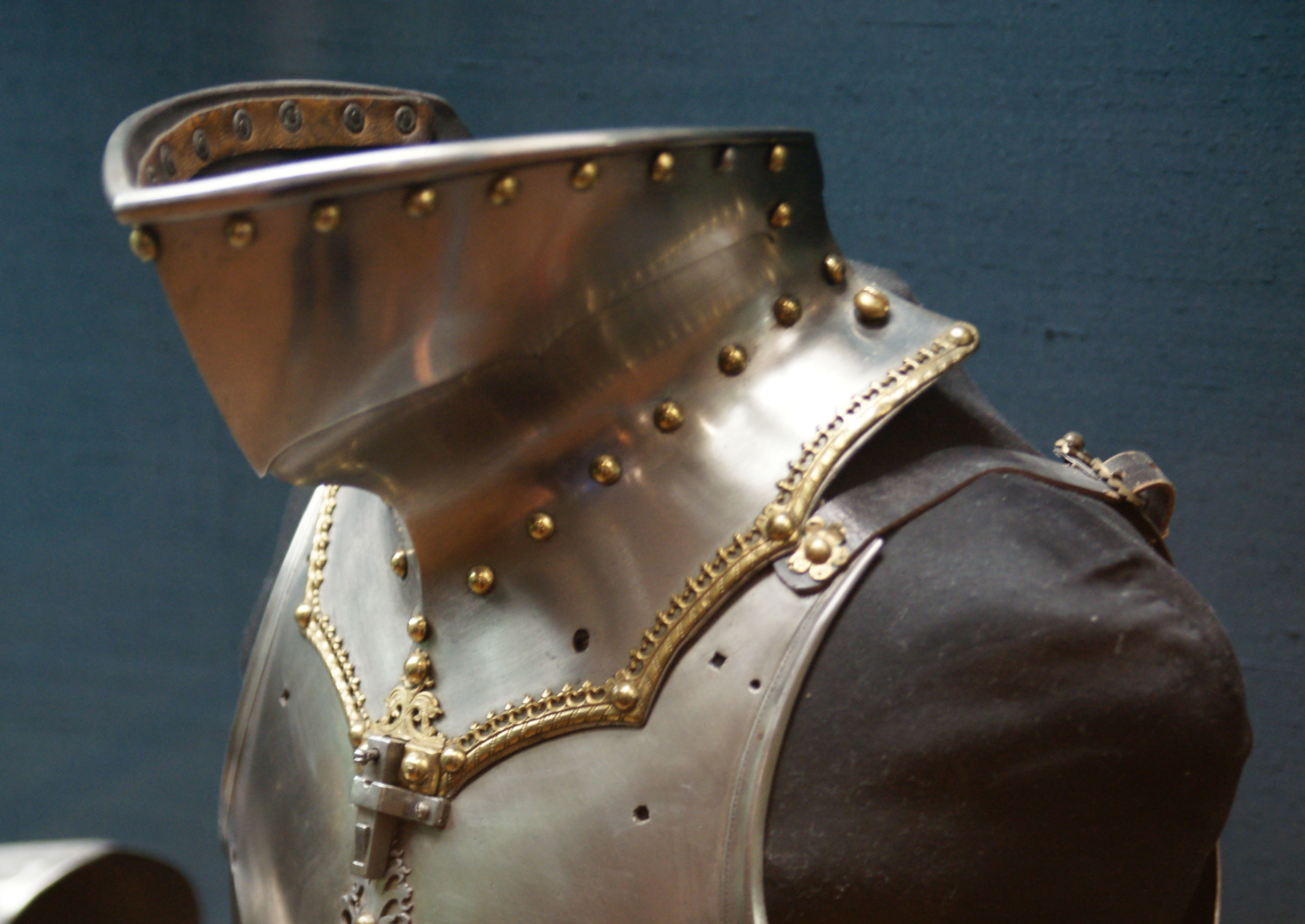
Bavière de l'armure de l'empereur Maximilien 1er

La bavière (aussi appelé mentonnière ou bavette en ancien français) désigne une pièce d'armure qui vise à protéger le cou et bas du visage.

## Description
La bavière est utilisée entre 1350 et le XVIe siècle afin de permettre une meilleure protection du cou et du menton, ainsi que pour être un arrêt à la visière rabattue. Il s'agit donc généralement d'une protection supplémentaire au gorgerin (avec lequel elle est d'ailleurs parfois confondue)
Elle était retenue par une sangle derrière le cou du porteur et se portait sous le heaume. Une pièce percée était généralement rajoutée par rivetage et permettait de couvrir la bouche, tout en permettant de respirer et de se faire entendre.
La pièce a beaucoup été portée par la cavalerie lourde du Saint Empire Romain Germanique, de France et d'Italie au début de la Renaissance.